# Joseph Lewis junior
Joseph Lewis Jr. (*  1772 in Colony of Virginia; † 30. März 1834 in Clifton, Virginia) war ein US-amerikanischer Politiker. Zwischen 1803 und 1817 vertrat er den Bundesstaat Virginia im US-Repräsentantenhaus.

## Werdegang
Weder das genaue Geburtsdatum noch der Geburtsort von Joseph Lewis sind überliefert. Ende der 1790er Jahre begann er als Mitglied der von Alexander Hamilton gegründeten Föderalistischen Partei eine politische Laufbahn. Zwischen 1799 und 1803 saß er im Abgeordnetenhaus von Virginia. Bei den Kongresswahlen des Jahres 1802 wurde er im siebten Wahlbezirk von Virginia in das US-Repräsentantenhaus in Washington, D.C. gewählt, wo er am 4. März 1803 die Nachfolge von John Randolph antrat.
Nach sechs Wiederwahlen konnte Lewis bis zum 3. März 1817 sieben Legislaturperioden im Kongress absolvieren. Seit 1813 vertrat er dort den achten Distrikt seines Staates. Von 1807 bis 1809 sowie nochmals zwischen 1811 und 1813 leitete er den Ausschuss zur Verwaltung des Bundesbezirks District of Columbia. In seine Zeit als Kongressabgeordneter fielen unter anderem der von Präsident Thomas Jefferson im Jahr 1803 getätigte Louisiana Purchase, die Ratifizierung des zwölften Verfassungszusatzes im Jahr 1804 und der Britisch-Amerikanische Krieg von 1812.
Nach dem Ende seiner Zeit im US-Repräsentantenhaus war Joseph Lewis in den Jahren 1817 und 1818 noch einmal Abgeordneter im Staatsparlament von Virginia. Danach ist er politisch nicht mehr in Erscheinung getreten. Er starb am 30. März 1834 in Clifton.